# Obotritia (korporacja akademicka)
Korporacja akademicka Obotritia powstała w 1927 roku Wydziale Lekarskim Uniwersytetu Jana Kazimierza we Lwowie. Była korporacją zrzeszającą studentów medycyny. Jej data starszeństwa związkowego to 21 marca 1927.
Członkowie Obotritia nosili barwy ciemnoszafirowo-srebrno-wiśniowe. Dekle były barwy niebieskiej z haftem wyobrażającym swastykę – symbol solarny plemienia Obodrytów znad Łaby. Dewiza korporacji brzmiała: „Najwyższym prawem dobro narodu”.
Obotritia kandydowała przy korporacji Leopolia.
Członkami honorowymi Obotritia byli między innymi:
- arcybiskup lwowski obrządku ormiańskiego Józef Teodorowicz[1].
- Czesław Mączyński
- Lesław Węgrzynowski
- Mieczysław Wiśniowski

Kuratorem i honorowym filistrem korporacji był Teofil Zalewski:
Od 29 kwietnia 2009 roku korporacja Obotritia związana jest kartelem filisterskim z korporacją Magna Polonia Vratislaviensis.